# 劉怦
劉怦（727年—785年11月4日），封爵彭城公，谥恭，唐朝将领，于贞元元年（785年）短暂任卢龙节度使，接替表弟朱滔。

## 背景
刘怦生于唐玄宗开元十五年（727年）。他的家族来自幽州。据其子劉濟的墓志铭，刘怦为蜀汉昭烈帝刘备的二十世孙。父劉貢曾任广边大斗军使，母亲是朱泚和朱滔的姑母。刘怦青年时在范阳镇（后改卢龙镇）任裨将，后为照顾年迈父母而退伍。李怀仙任卢龙节度使时，曾想召回刘怦，刘怦拒绝了。

## 效力朱滔
大历七年（772年），接替李怀仙的朱希彩被杀，刘怦的表弟朱泚成为卢龙节度使。与搞独立的李怀仙、朱希彩不同，朱泚更倾向与朝廷和解并臣服。九年（774年），朱泚入朝长安，成为京郊的禁军将领，其弟朱滔控制卢龙。刘怦为朱滔效力，因军功升为雄武军（在今河北承德）使。广屯田，节约军用，办事有条理。
十年（775年）十月，朱滔奉唐代宗命，联合成德节度使李宝臣攻打魏博节度使田承嗣。由于刘怦深得军心，朱滔命他留守军部。刘怦以宽缓得众心。但田承嗣却说服李宝臣反戈相向。李宝臣奇袭卢龙军并北上试图攻占其军部，但刘怦早已设定方略安抚地方，勒兵守城，李宝臣得知刘怦早有准备，就作罢了。刘怦以功加御史中丞，后又任涿州刺史。
建中二年（781年），李宝臣死，子李惟岳要求继任，被继位的唐德宗拒绝。随后，李惟岳和盟友魏博节度使田悦（田承嗣侄，大历十四年（779年）继承）、淄青节度使李纳、山南东道节度使梁崇義勾结，意图对朝廷宣战。德宗命朱滔从北边进攻李惟岳，朱滔也照办了，打了胜仗并最终导致李惟岳的部将王武俊杀死李惟岳后投降。
在成德取胜后，德宗却同时疏远了朱滔和王武俊，他拒绝按事先约定把曾由朱滔驻军的属于成德的深州划给卢龙，而是将成德所屬七州分成三个小藩镇。率先臣服于朱滔的成德主将張孝忠助其攻打李惟岳，被任为新设的易定滄节度使，辖三州；另各划兩州给王武俊和另一臣服朝廷的成德将领康日知，任他们为團練使。德宗表面上将德州、棣州（今山东滨州）划给卢龙，其实这两处都在李纳控制下。朱滔因德宗不给他分封成德镇的领地（尤其是深州）却要求他自己去打两个城而生气，王武俊因杀了李惟岳，也不满仅仅被德宗封在一个难于把守的地方为团练使。田悦趁机策反朱滔、王武俊，联合对抗朝廷。当时刘怦受朱滔命知幽州留后，得知，写信恳求朱滔不要反叛重蹈安禄山、史思明的覆辙，但朱滔没有接受。但因为他相信刘怦的忠诚，所以并不担心刘怦会对抗他，只要出兵征伐，就让刘怦总留后事。朱滔叛变后，张孝忠拒绝合作，他就命刘怦率军屯要害防备张孝忠偷袭。三年（782年）朱滔僭称大冀王，伪署刘怦为右仆射、范阳留守。
兴元元年（784年）五月，朱滔被王武俊和田悦的堂弟和继任者田绪联合朝廷将领昭义节度使李抱真完败，被迫率残军退回卢龙。此时，他深感羞愧，担心留守卢龙的刘怦会反戈一击，彷徨不敢回。但刘怦得知后，动员留守军队出城，夹道二十里，准备了仪仗，以盛大的仪式欢迎他回府。朱滔看到刘怦，悲喜交加，从此更信任他的忠诚了。刘怦继续治军，当时的人也嘉奖刘怦忠义。
朱滔沮丧郁闷成病，政事都委托刘怦。贞元元年（785年）六月，朱滔去世，士兵拥立刘怦为留后并继任。刘怦为众人所服，七月，被德宗任为幽州长史、兼御史大夫、幽州卢龙节度副大使，兼知节度管理度支营田观察、押奚契丹、经略卢龙等军使，爵封彭城郡公。

## 任节度使
刘怦累官开府仪同三司、带正省兵吏刑户四尚书、左右仆射、平章事。九月，病倒了，请求以其子兼御史中丞充行军司马劉濟权知军州事，德宗准。当月，只当了3个月节度使的刘怦去世了，谥恭。德宗废朝三日，赠兵部尚书，赐布帛有差。军人因河朔故事请求刘济继任，德宗就命劉濟继任节度使。当时刘济在莫州，胞弟刘澭以父命召回刘济继任。
刘怦累赠太师、太保。十年（794年）葬处立碑。金章宗于泰和三年（1203年）发现碑在自己南苑中，说苑中不宜有墓，诏赐刘怦后人东上阁门使刘頍钱三百贯改葬。
刘怦、刘济父子实质上仍是割据幽州。

## 家庭

### 妻妾
- 妻越国太夫人徐氏，贞元年间卒，子刘澭、刘源

### 子孙
- 刘济
- 刘澭（759～807）
- 刘源（765～807）[18]

## 后裔
据《刘铸墓志》，刘铸父即刘怦曾孙刘守敬，辽国南京副留守。但存疑，因刘铸去世于刘怦去世209年后，不可能只有四代人。
刘守敬子刘景，《辽史》有传。